# Esgrima nos Jogos Pan-Americanos de 2023 - Qualificação
Abaixo estão o sistema de classificação e as nações classificadas para a Esgrima nos Jogos Pan-Americanos de 2023, programada para ser realizada em Santiago, Chile, de 30 de outubro a 4 de novembro de 2023. 

## Sistema de classificação
Até 162 esgrimistas irão se classificar para competir, com um mínimo de 156. Cada nação pode inscrever até 18 atletas (nove por gênero), a não ser que tenham classificado atleta através dos Jogos Pan-Americanos Júnior de 2021. Os medalhistas de ouro nas provas individuais de Cali 2021 receberam vagas nominais para os Jogos Pan-Americanos de 2023. Se esses atletas não participarem de Santiago 2023, a vaga será perdida e não poderá ser transferida para outro CON ou atleta. As sete melhores equipes no Campeonato Pan-Americano de Esgrima de 2022, juntamente aos dois melhores atletas não classificados nas provas por equipe, irão classificar para a respectiva prova por gênero. O país-sede, Chile, classificou automaticamente o número máximo de esgrimistas (18). O máximo de dois atletas por CON podem participar das provas individuais. Apenas as nações vencedoras em Cali terão a vantagem de competir com três esgrimistas na prova individual, caso tenham classificado a equipe daquela respectiva arma.  

## Linha do tempo
| Evento                                      | Data                    | Local    |
| ------------------------------------------- | ----------------------- | -------- |
| Jogos Pan-Americanos Júnior de 2021         | 3–5 de dezembro de 2021 | Cali     |
| Campeonato Pan-Americano de Esgrima de 2022 | 3–8 de junho de 2022    | Assunção |

## Sumário de classificação
Um total de 15 CON's classificaram esgrimistas.
| CON                          | Masculino | Masculino | Masculino  | Masculino  | Masculino | Masculino | Feminino  | Feminino  | Feminino   | Feminino   | Feminino | Feminino | Total |
| CON                          | Espada I. | Espada E. | Florete I. | Florete E. | Sabre I.  | Sabre E.  | Espada I. | Espada E. | Florete I. | Florete E. | Sabre I. | Sabre E. | Total |
| ---------------------------- | --------- | --------- | ---------- | ---------- | --------- | --------- | --------- | --------- | ---------- | ---------- | -------- | -------- | ----- |
| ARG Argentina                | 2         | X         | 3          | X          | 2         | X         | 2         | X         | 2          | X          | 3        | X        | 20    |
| BRA Brasil                   | 2         | X         | 2          | X          | 2         | X         | 3         | X         | 2          | X          | 2        | X        | 19    |
| CAN Canadá                   | 2         | X         | 2          | X          | 2         | X         | 2         | X         | 2          | X          | 2        | X        | 18    |
| CHI Chile                    | 3         | X         | 2          | X          | 2         | X         | 2         | X         | 3          | X          | 2        | X        | 20    |
| COL Colômbia                 | 2         | X         | 2          | X          | 2         | X         | 2         | X         | 2          | X          | 2        | X        | 18    |
| CUB Cuba                     | 2         | X         |            |            |           |           |           |           |            |            | 1        |          | 4     |
| ECU Equador                  |           |           |            |            |           |           |           |           | 1          |            |          |          | 1     |
| USA Estados Unidos           | 2         | X         | 2          | X          | 2         | X         | 2         | X         | 2          | X          | 2        | X        | 18    |
| ISV Ilhas Virgens Americanas |           |           | 1          |            | 1         |           |           |           |            |            |          |          | 2     |
| MEX México                   | 1         |           | 2          | X          | 2         | X         | 2         | X         | 2          | X          | 2        | X        | 16    |
| PAN Panamá                   |           |           |            |            |           |           |           |           |            |            | 1        |          | 1     |
| PAR Paraguai                 |           |           |            |            |           |           | 1         |           |            |            |          |          | 1     |
| PER Peru                     | 1         |           |            |            |           |           | 1         |           | 2          | X          |          |          | 5     |
| PUR Porto Rico               |           |           | 1          |            | 1         |           |           |           | 1          |            |          |          | 3     |
| VEN Venezuela                | 2         | X         | 2          | X          | 3         | X         | 2         | X         |            |            | 2        | X        | 16    |
| Total: 15 CONs               | 19        | 8         | 19         | 8          | 19        | 8         | 19        | 8         | 19         | 8          | 19       | 8        | 162   |

## Masculino

### Espada
| Competição                                    | Esgrimistas por CON | Total | Classificados                                                                              |
| --------------------------------------------- | ------------------- | ----- | ------------------------------------------------------------------------------------------ |
| País-sede                                     | 3                   | 3     | CHI Chile                                                                                  |
| Jogos Pan-Americanos Júnior de 2021           | 1                   | 1     | CHI Chile                                                                                  |
| Campeonato Pan-Americano de 2022 - Equipes    | 3                   | 21    | VEN Venezuela COL Colômbia ARG Argentina USA Estados Unidos CAN Canadá CUB Cuba BRA Brasil |
| Campeonato Pan-Americano de 2022 - Individual | 1                   | 2     | PER Peru MEX México                                                                        |
| Total                                         |                     | 27    |                                                                                            |

### Florete
| Competição                                    | Esgrimistas por CON | Total | Classificados                                                                                |
| --------------------------------------------- | ------------------- | ----- | -------------------------------------------------------------------------------------------- |
| País-sede                                     | 3                   | 3     | CHI Chile                                                                                    |
| Jogos Pan-Americanos Júnior de 2021           | 1                   | 1     | ARG Argentina                                                                                |
| Campeonato Pan-Americano de 2022 - Equipes    | 3                   | 21    | USA Estados Unidos CAN Canadá BRA Brasil ARG Argentina VEN Venezuela MEX México COL Colômbia |
| Campeonato Pan-Americano de 2022 - Individual | 1                   | 2     | PUR Porto Rico ISV Ilhas Virgens Americanas                                                  |
| Total                                         |                     | 27    |                                                                                              |

### Sabre
| Competição                                    | Esgrimistas por CON | Total | Classificados                                                                                |
| --------------------------------------------- | ------------------- | ----- | -------------------------------------------------------------------------------------------- |
| País-sede                                     | 3                   | 3     | CHI Chile                                                                                    |
| Jogos Pan-Americanos Júnior de 2021           | 1                   | 1     | VEN Venezuela                                                                                |
| Campeonato Pan-Americano de 2022 - Equipes    | 3                   | 21    | USA Estados Unidos CAN Canadá COL Colômbia BRA Brasil VEN Venezuela ARG Argentina MEX México |
| Campeonato Pan-Americano de 2022 - Individual | 1                   | 2     | ISV Ilhas Virgens Americanas PUR Porto Rico                                                  |
| Total                                         |                     | 27    |                                                                                              |

## Feminino

### Espada
| Competição                                    | Esgrimistas por CON | Total | Classificados                                                                                |
| --------------------------------------------- | ------------------- | ----- | -------------------------------------------------------------------------------------------- |
| País-sede                                     | 3                   | 3     | CHI Chile                                                                                    |
| Jogos Pan-Americanos Júnior de 2021           | 1                   | 1     | BRA Brasil                                                                                   |
| Campeonato Pan-Americano de 2022 - Equipes    | 3                   | 21    | USA Estados Unidos VEN Venezuela CAN Canadá ARG Argentina MEX México BRA Brasil COL Colômbia |
| Campeonato Pan-Americano de 2022 - Individual | 1                   | 2     | PAR Paraguai PER Peru                                                                        |
| Total                                         |                     | 27    |                                                                                              |

### Florete
| Competição                                    | Esgrimistas por CON | Total | Classificados                                                                           |
| --------------------------------------------- | ------------------- | ----- | --------------------------------------------------------------------------------------- |
| País-sede                                     | 3                   | 3     | CHI Chile                                                                               |
| Jogos Pan-Americanos Júnior de 2021           | 1                   | 1     | CHI Chile                                                                               |
| Campeonato Pan-Americano de 2022 - Equipes    | 3                   | 21    | CAN Canadá USA Estados Unidos BRA Brasil MEX México COL Colômbia ARG Argentina PER Peru |
| Campeonato Pan-Americano de 2022 - Individual | 1                   | 2     | ECU Equador PUR Porto Rico                                                              |
| Total                                         |                     | 27    |                                                                                         |

### Sabre
| Competição                                    | Esgrimistas por CON | Total | Classificados                                                                                |
| --------------------------------------------- | ------------------- | ----- | -------------------------------------------------------------------------------------------- |
| País-sede                                     | 3                   | 3     | CHI Chile                                                                                    |
| Jogos Pan-Americanos Júnior de 2021           | 1                   | 1     | ARG Argentina                                                                                |
| Campeonato Pan-Americano de 2022 - Equipes    | 3                   | 21    | USA Estados Unidos CAN Canadá BRA Brasil VEN Venezuela MEX México ARG Argentina COL Colômbia |
| Campeonato Pan-Americano de 2022 - Individual | 1                   | 2     | CUB Cuba PAN Panamá                                                                          |
| Total                                         |                     | 27    |                                                                                              |